# Tischtennis-Europameisterschaft 1984
Die 14. Tischtennis-Europameisterschaft fand vom 14. bis 22. April 1984 in Moskau in der „Kleinen Arena“ des Luzniki-Sportparks in der Nähe des Lenin-Stadions statt. Es war nach 1970 die zweite Europameisterschaft, die in Moskau stattfand.
Die UdSSR-Damen gewannen vier Titel, an denen immer Valentina Popová beteiligt war: Mit der Mannschaft, im Einzel, im Doppel mit Narine Antonyan und im Mixed mit Jacques Secrétin. Im Mannschaftswettbewerb der Herren holte Frankreich den Titel, ebenso wie im Mixed durch Secrétin. Herren-Europameister im Einzel wurde der Schwede Ulf Bengtsson und im Doppel die Jugoslawen Zoran Kalinić/Dragutin Šurbek.
Das Abschneiden der deutschen Teilnehmer wurde als enttäuschend kritisiert. Ungarn gewann erstmals bei einer Europameisterschaft keine Medaille.

## Austragungsmodus Mannschaften
Es wurde nach dem gleichen Modus wie bei der EM 1976 gespielt. Die Mannschaften spielten in zwei Leistungskategorien, Kategorie 1 und die niedrigere Kategorie 2,  wobei die Kategorieneinteilung unter Berücksichtigung der Auf- und Absteiger der vorherigen Europameisterschaft 1982 zugrunde gelegt wurde. In jeder der beiden Kategorien spielten jeweils zwei Gruppen mit mindestens sechs Teams im Modus Jeder gegen Jeden. Die beiden Tabellenersten und -zweiten aus Kategorie 1 spielten um die Plätze 1 bis 4, die Dritten und Vierten um die Plätze 5 bis 8 sowie die Fünften und Sechsten um die Plätze 9 bis 12. Analog spielten die beiden Tabellenersten und -zweiten aus Kategorie 2 um die Plätze 13 bis 16 usw.
In den Platzierungsspielen um Rang 1 bis 4 spielte der Erste aus Gruppe A gegen den Zweiten aus Gruppe B. Die Sieger kämpften um die Europameisterschaft, die Verlierer um Platz 3 und 4. Analog wurden die weiteren Plätze ausgespielt. Ein Mannschaftskampf wurde nach dem Swaythling-Cup-System für Dreiermannschaften ausgetragen.
Die beiden Ersten der Kategorien 2 kämpfen um die Plätze 13 bis 16. Platz 13 und 14 berechtigen zum Aufstieg in die höhere Kategorie 1 bei der nächsten Europameisterschaft. Analog ermitteln die die Vorletzten und Letzten aus Kategorie 1 den Absteiger: Sie spielen die Plätze 9 bis 12 aus, wobei der Elfte und Zwölfte bei der nächsten EM in Kategorie 2 spielen muss.
Ein ähnliches System mit zwei Kategorien war für die Damen vorgesehen, die jeweils aus Zweiermannschaften bestand und nach dem Swaythling-Cup-System spielten, also mit vier Einzeln und einem Doppel.
|       | Kategorie 1 | Kategorie 1 | Kategorie 2 | Kategorie 2 |
| Platz | Gruppe A    | Gruppe B    | Gruppe A    | Gruppe B    |
| ----- | ----------- | ----------- | ----------- | ----------- |
| 1.    | Schweden    | ČSSR        | Rumänien    | Österreich  |
| 2.    | Frankreich  | Polen       | Finnland    | Niederlande |
| 3.    | Ungarn      | Jugoslawien | Dänemark    | Schweiz     |
| 4.    | Norwegen    | UdSSR       | Schottland  | Belgien     |
| 5.    | Bulgarien   | Deutschland | Spanien     | Luxemburg   |
| 6.    | England     | Italien     | Wales       | Portugal    |
| 7.    |             |             | Irland      |             |

|       | Kategorie 1 | Kategorie 1 | Kategorie 2 | Kategorie 2 |
| Platz | Gruppe A    | Gruppe B    | Gruppe A    | Gruppe B    |
| ----- | ----------- | ----------- | ----------- | ----------- |
| 1.    | Ungarn      | UdSSR       | Frankreich  | Bulgarien   |
| 2.    | Niederlande | Jugoslawien | Norwegen    | Österreich  |
| 3.    | Schweden    | Rumänien    | Luxemburg   | Belgien     |
| 4.    | England     | ČSSR        | Spanien     | Italien     |
| 5.    | Finnland    | Deutschland | Wales       | Schottland  |
| 6.    | Dänemark    | Polen       | Portugal    | Irland      |
| 7.    |             |             |             |             |

Aufstieg
1. 1 2 3 4  Aufsteiger in Kategorie 1, da in den Platzierungsspielen 13. bzw. 14. Platz

Abstieg
1. 1 2 3 4  Absteiger aus Kategorie 1 in Kategorie 2, da in den Platzierungsspielen Elfter bzw. Zwölfter.

|                  | Herren                             | Herren  | Damen                                    | Damen   |
| ---------------- | ---------------------------------- | ------- | ---------------------------------------- | ------- |
| Halbfinale       | Polen – Schweden Frankreich – ČSSR | 5:3 5:2 | Jugoslawien – Ungarn UdSSR – Niederlande | 3:1 3:0 |
| Endspiel         | Frankreich – Polen                 | 5:3     | UdSSR – Jugoslawien                      | 3:0     |
| Spiel um Platz 3 | Schweden – ČSSR                    | 5:3     | Ungarn – Niederlande                     | 3:0     |

## Abschneiden der Deutschen
Cheftrainer der Deutschen war der Franzose Charles Roesch. Er kritisierte den Teamgeist der Herrenmannschaft. Im Vorfeld hatte Peter Engel auf eine Teilnahme verzichtet, für ihn rückte Engelbert Hüging nach.
Istvan Korpa trainierte die Damen.

### Herrenmannschaft
Die deutsche Mannschaft startete in der 1. Kategorie in Gruppe B. Nach Verlusten gegen Jugoslawien, ČSSR, UdSSR und Polen gelang ein 5:3-Sieg gegen Italien. Dies reichte lediglich zum vorletzten Platz fünf. Somit ging es in der Zwischenrunde um die Plätze 9 bis 12. Hier gewann das Team 5:3 gegen England und 5:4 gegen Bulgarien und kam so auf Platz neun.

### Damenmannschaft
Auch die deutschen Damen waren in die Gruppe B der 1. Kategorie eingeteilt und erreichten Platz fünf. Sie gewannen gegen Jugoslawien und Polen jeweils 3:0, verloren aber gegen die ČSSR, die UdSSR und gegen Rumänien. Im Kampf um die Plätze 9 bis 12 besiegten sie Dänemark mit 3:1 und unterlagen Finnland mit 0:3. Somit kamen sie auf Platz 10.

### Herreneinzel
Am besten schnitt Wilfried Lieck ab, indem er das Achtelfinale erreichte.
- Peter Stellwag: Niederlage gegen Kenny Jackson (England)
- Wilfried Lieck: Sieg gegen Diamantino Pinto (Portugal), Tom Johansen (Norwegen), Patrick Renversé (Frankreich), Niederlage gegen Zoran Kalinić (Jugoslawien)
- Georg Böhm: Niederlage gegen Vladimir Dvorak (UdSSR)
- Ralf Wosik: Sieg gegen Nigel Thomas (Wales), Niederlage gegen Valeri Schevchenko (UdSSR)
- Engelbert Hüging: Sieg in der Qualifikation gegen Juan Bautista Perez (Spanien), in den Hauptrunden gegen Michael Dauggard (Dänemark), Zoltan Kaposztas (Ungarn), Niederlage gegen Andrei Masunow

### Dameneinzel
Mit dem Erreichen des Viertelfinales erzielte Kirsten Krüger das beste Resultat.
- Kirsten Krüger: Freilos, Sieg gegen Liana Urzica (Rumänien), Danuta Calinska (Polen), Alison Gordon (England), Niederlage gegen Marie Hrachová (ČSSR)
- Susanne Wenzel: Sieg gegen Barbara Lippens (Belgien), Carole Dalrymple (Schottland), Niederlage gegen Valentina Popová (UdSSR)
- Annette Greisinger: Sieg gegen Marina Cergol (Italien), Niederlage gegen Narine Antonyan (UdSSR)
- Anke Olschewski: Sieg gegen Janet Smith (Schottland), Niederlage gegen Zsuzsa Oláh (Ungarn)

### Herrendoppel
- Georg Böhm/Peter Stellwag: Sieg gegen Miroslaw Pieronczyk/Piotr Molenda (Polen), Ivan Stojanov/Graham Sandley (Bulgarien/England), Niederlage gegen Ralf Wosik/Desmond Douglas (Deutschland/England)
- Ralf Wosik/Desmond Douglas (England): Sieg gegen David Hannah/Richard Yule (Schottland), Tibor Klampár/Zsolt Kriston (Ungarn), Georg Böhm/Peter Stellwag (Deutschland), Niederlage gegen Ulf Bengtsson/Ulf Carlsson (Schweden)
- Engelbert Hüging/Bela Mesaroš (Jugoslawien): Niederlage gegen Aleksandr Stadnichenko/ Vladimir Dvorak  (UdSSR)
- Wilfried Lieck/Pierre Campagnolle (Frankreich): Sieg gegen Tom Johansen/Gustavsen (Norwegen), Niederlage gegen Andrei Masunow/Ivan Minkevich (UdSSR)

### Damendoppel
- Kirsten Krüger/Susanne Wenzel: Sieg gegen Barbara Lippens/Ellen Bakker (Belgien/Niederlande), Niederlage gegen Flera Khasanova/Raissa Timofejewa (UdSSR)
- Annette Greisinger/Anke Olschewski: kampflos gegen Dorte Hauth/Charlotte Polk (Dänemark), Niederlage gegen Brigitte Thiriet/Patricia Germain (Frankreich)

### Mixed
- Georg Böhm/Kirsten Krüger: Sieg gegen Vladimir Dvorak/Béatrice Abgrall (UdSSR/Frankreich), Niederlage gegen Dragutin Šurbek/Branka Batinić (Jugoslawien)
- Ralf Wosik/Anke Olschewski: Niederlage in der Qualifikation gegen Silvio Pero/Roberta Donda (Italien)
- Wilfried Lieck/Susanne Wenzel: Niederlage gegen Jindřich Panský/Marie Hrachová (ČSSR)
- Peter Stellwag/Annette Greisinger: Niederlage gegen Stefan Dryszel/Jolanta Szatko (Polen)

## ETTU-Kongress
Parallel zu den Wettkämpfen trat der ETTU-Kongress zusammen. In Anwesenheit der Vertreter von 30 Verbänden wurde San Marino in die ETTU aufgenommen. Zudem wurde beschlossen, ein europäisches Ranglistenturnier TOP12 für Jugendliche einzuführen. Der Engländer George Yates wurde als Nachfolger von Nancy Evans zum Generalsekretär gewählt, Evans wurde ETTU-Ehrenmitglied.

## Wissenswertes
- Als erfolgreichste Aktive in den Mannschaftswettbewerben wurden Jacques Secrétin und Marie Lindblad mit der JOOLA Trophy ausgezeichnet.[5]
- Oberschiedsrichter war der Deutsche Hans Giesecke. Zudem waren Erwin Preiss (Karlsruhe), Rüdiger Angst (Leinfelden) und Holger Detzel (Hamburg) als Schiedsrichter im Einsatz.[6]
- Als der Schiedsrichter mehrere Aufschläge der Niederländerin Bettine Vriesekoop als falsch zählte, brach diese das Match gegen Gabriella Szabó ab.[6]

## Ergebnisse
| Wettbewerb        | Rang  | Sieger                                                                                  |
| ----------------- | ----- | --------------------------------------------------------------------------------------- |
| Mannschaft Herren | 1.    | Frankreich (Jacques Secrétin, Patrick Renversé, Patrick Birocheau)                      |
| Mannschaft Herren | 2.    | Polen (Andrzej Grubba, Leszek Kucharski, Stefan Dryszel, Piotr Molenda)                 |
| Mannschaft Herren | 3.    | Schweden (Erik Lindh, Ulf Carlsson, Jan-Ove Waldner, Ulf Bengtsson, Jörgen Persson)     |
| Mannschaft Herren | 4.    | ČSSR (Jindřich Panský, Vladislav Broda, Miroslav Broda)                                 |
| Mannschaft Herren | 9.    | Deutschland (Peter Stellwag, Wilfried Lieck, Georg Böhm, Ralf Wosik, Engelbert Hüging)  |
| Mannschaft Herren | 14.   | Österreich (Dietmar Palmi, Gottfried Bär, Erich Amplatz, Peter Gockner, Harald Schicht) |
| Mannschaft Herren | 19.   | Schweiz (Thierry Miller, Burgin, Stefan Renold)                                         |
| Mannschaft Damen  | 1.    | UdSSR (Narine Antonyan, Valentina Popová, Fliura Bulatowa)                              |
| Mannschaft Damen  | 2.    | Jugoslawien (Branka Batinić, Gordana Perkučin)                                          |
| Mannschaft Damen  | 3.    | Ungarn (Gabriella Szabó, Zsuzsa Oláh, Edit Urbán)                                       |
| Mannschaft Damen  | 4.    | Niederlande (Mirjam Kloppenburg, Bettine Vriesekoop)                                    |
| Mannschaft Damen  | 10.   | Deutschland (Kirsten Krüger, Susanne Wenzel, Annette Greisinger, Anke Olschewski)       |
| Mannschaft Damen  | 15.   | Österreich (Elisabeth Maier, Barbara Wiltsche)                                          |
| Herren Einzel     | 1.    | Ulf Bengtsson (SWE)                                                                     |
| Herren Einzel     | 2.    | Andrzej Grubba (POL)                                                                    |
| Herren Einzel     | 3.–4. | Dragutin Šurbek (YUG)                                                                   |
| Herren Einzel     | 3.–4. | Andrei Masunow (UdSSR)                                                                  |
| Damen Einzel      | 1.    | Valentina Popová (UdSSR)                                                                |
| Damen Einzel      | 2.    | Fliura Bulatowa (UdSSR)                                                                 |
| Damen Einzel      | 3.–4. | Marie Hrachová (ČSSR)                                                                   |
| Damen Einzel      | 3.–4. | Gabriella Szabó (HUN)                                                                   |
| Herren Doppel     | 1.    | Dragutin Šurbek/Zoran Kalinić (YUG)                                                     |
| Herren Doppel     | 2.    | Jan-Ove Waldner/Erik Lindh (SWE)                                                        |
| Herren Doppel     | 3.–4. | Ulf Bengtsson/Ulf Carlsson (SWE)                                                        |
| Herren Doppel     | 3.–4. | Jacques Secrétin/Patrick Birocheau (FRA)                                                |
| Damen Doppel      | 1.    | Narine Antonyan/Valentina Popová (UdSSR)                                                |
| Damen Doppel      | 2.    | Branka Batinić/Gordana Perkučin (YUG)                                                   |
| Damen Doppel      | 3.–4. | Gabriella Szabó/Edit Urbán (HUN)                                                        |
| Damen Doppel      | 3.–4. | Bettine Vriesekoop/Marie Hrachová (NLD/ČSSR)                                            |
| Mixed             | 1.    | Jacques Secrétin/Valentina Popová (FRA/UdSSR)                                           |
| Mixed             | 2.    | Jindřich Panský/Marie Hrachová (ČSSR)                                                   |
| Mixed             | 3.–4. | Andrzej Grubba/Bettine Vriesekoop (POL/NLD)                                             |
| Mixed             | 3.–4. | Dragutin Šurbek/Branka Batinić (YUG)                                                    |

## Teilnehmer
(I) bedeutet: Teilnahme nur an den Individualwettbewerben, nicht am Mannschaftswettbewerb
| Nation      | Herren | Damen |
| ----------- | --- | --- |
| Belgien     | Didier Leroy, Remo De Prophetis, Jean-Michel Saive, Marc Lambot, Tsvetkov                                                                                                   | Barbara Lippens, Nathalie Higuet, Karine Bogaerts                                                                                                |
| Bulgarien   | Mariano Lukov, Ivan Stojanov, Stefan Stefanov | Daniela Gergeltschewa, Gulver Sherifova |
| ČSSR        | Jindřich Panský, Vladislav Broda, Miroslav Broda, Josef Dvořáček, Milan Grman (I), Jiri Javurek (I)                                                                         | Marie Hrachová, Alice Pelikanova, Renata Kasalová, Ivana Masarikova                                                                              |
| Dänemark    | Michael Dauggard, Jan Harkamp, Claus Pedersen, Lars Hauth | Dorte Hauth, Charlotte Polk, Kruse |
| Deutschland | Peter Stellwag, Wilfried Lieck, Georg Böhm, Ralf Wosik, Engelbert Hüging | Kirsten Krüger, Susanne Wenzel, Annette Greisinger, Anke Olschewski                                                                              |
| England     | Graham Sandley, Desmond Douglas, Carl Prean, Kenny Jackson, Alan Cooke | Alison Gordon, Karen Witt, Lisa Bellinger, Joy Grundy                                                                                            |
| Finnland    | Mika Pyykko, Jarmo Jokinen, Stefan Soderberg, Jukka Ikonen | Sonja Grefberg, Eva Malmberg, Monica Portin |
| Frankreich  | Jacques Secrétin, Patrick Renversé, Patrick Birocheau, Pierre Campagnolle (I), Francois Farout (I)                                                                          | Patricia Germain, Brigitte Thiriet, Béatrice Abgrall, Nadine Daviaud, Muriel Monteux (I)                                                         |
| Irland      | Colum Daniel Slevin, Heasley, Robinson | Anne Leonard, Reid |
| Island      | Konradsson (I) | |
| Italien     | Giovanni Bisi, Massimo Costantini, Alessio Silveri, Roberto Giontella, Silvio Pero, Rosario Troilo (I)                                                                      | Alessandra Busnardo, Giorgia Zampini, Marina Cergol, Roberta Donda (I)                                                                           |
| Jugoslawien | Dragutin Šurbek, Zoran Kalinić, Ilija Lupulesku, Bela Mesaroš, Jankovic (I)                                                                                                 | Branka Batinić, Gordana Perkučin, Ojestersek (I)                                                                                                 |
| Luxemburg   | Andre Hartmann, Valentin Langehegermann, Yves Maas, Mario Della Schiava (I)                                                                                                 | Carine Risch, Malou Toussaint, Nadine Deltour |
| Niederlande | Henk Van Spanje, Ron Van Spanje, Robert Potton, Anne Vlieg, Jaap Van Spanje (I)                                                                                             | Mirjam Kloppenburg, Bettine Vriesekoop, Ellen Bakker, Sandra De Kruiff, Jansma (I)                                                               |
| Norwegen    | Geirr Gustavsen, Erik Rasmussen, Tom Johansen, Haakon Hoff | Tone Folkeson, Kristin Hagen, Anne Heidi Skutle                                                                                                  |
| Österreich  | Dietmar Palmi, Gottfried Bär, Erich Amplatz, Peter Gockner, Harald Schicht                                                                                                  | Elisabeth Maier, Barbara Wiltsche, Alexandra Leitgeb (I)                                                                                         |
| Polen       | Andrzej Grubba, Leszek Kucharski, Stefan Dryszel, Andrzej Jakubowicz (I), Miroslaw Pieronczyk (I), Piotr Molenda (I)                                                        | Jolanta Szatko, Danuta Calinska, Elsbieta Gracek, Ewa Brzezinska                                                                                 |
| Portugal    | Pedro Miguel Moura, Diamantino Pinto, Joao Carlos Dias Portela | Anabela Fernandes, Odete Cardoso |
| Rumänien    | Adrian Crișan, Andreas Fejer, Vasile Florea, Calin Toma | Otilia Bădescu, Maria Alboiu, Liana Urzica |
| Schottland  | David Hannah, David Mc Ilroy, Richard Yule, Brian Wright | Carole Dalrymple, Janet Smith, Elizabeth Robb (I)                                                                                                |
| Schweden    | Erik Lindh, Ulf Carlsson, Jan-Ove Waldner, Ulf Bengtsson, Jörgen Persson, Jonny Akesson (I)                                                                                 | Marie Lindblad, Menni Weizades, Elliasson (I), Barbro Wiktorsson (I)                                                                             |
| Schweiz     | Thierry Miller, Thomas Busin, Stefan Renold | Brigitte Hirzel (I) |
| Spanien     | Roberto Casares Sanchez, Jose Maria Pales Pon, Salvador Moles, Hesham Marin Ismail Caymel, Juan Bautista Perez (I)                                                          | Montserrat Sanahuja, Nuria Sapes, Ana Maria Godes Hospital, Pilar Lupon Roses (I)                                                                |
| UdSSR       | Andrei Masunow, Igor Solopov, Igor Podnosov, Vladimir Dvorak, Valeri Schevchenko, Aleksandr Stadnichenko (I), Mikhail Ovcharov (I), Boris Rosenberg (I), Ivan Minkevich (I) | Narine Antonyan, Valentina Popová, Fliura Bulatowa, Anita Zakharjan, Elena Vecherok (I), Lareena (I), Raissa Timofejewa (I), Flera Khasanova (I) |
| Ungarn      | István Jónyer, Tibor Klampár, Zsolt Kriston, Janos Molnar, Gábor Gergely, Zoltan Kaposztas (I)                                                                              | Gabriella Szabó, Zsuzsa Oláh, Edit Urbán, Csilla Bátorfi (I)                                                                                     |
| Wales       | Alan Griffiths, Nigel Thomas | Tylor, Cotter |